# Simon Murray (calciatore)
Simon Murray (Dundee, 15 marzo 1992) è un calciatore scozzese, attaccante del Dundee.

## Carriera
Ha giocato in tutte le serie del campionato scozzese di calcio, dalla Scottish Football League Third Division alla Scottish Premiership.
Col Dundee Utd vince una Scottish Challenge Cup.

## Palmarès

### Club

#### Competizioni nazionali
- Scottish Challenge Cup: 1

Dundee United: 2016-2017
- Scottish League Two: 1

Queen's Park: 2020-2021